# Iblis
Iblīs (arabiska: إِبلِيس), är djävulen (Shaitan الشَيطَان) inom islam.

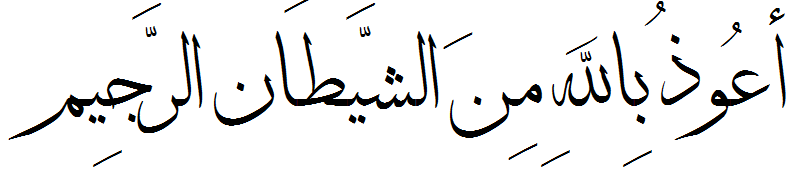
"Jag söker tillflykt hos Gud från den förbannade Satan", på arabiska.

Ordet kan härledas från den arabiska verbroten balasa بَلَسَ, med betydelsen ”han misströstade”; därför skulle namnets språkliga mening kunna vara ”han/det som orsakar misströstan”. Hur det än må vara tror somliga på en etymologisk derivering från det grekiska ordet ”Diabolos”. Kristendomens motsvarighet är Satan.

## Ursprung
I motsats till den kristna traditionen benämns Iblis snarare som en djinn i Koranen, än som en ängel. Djinnerna är en av tre intelligenta raser skapade av Gud ur rökfri eld, som enligt den islamska traditionen anses ha fri vilja; inom islam uppfattas änglarna som budbärare utan fri vilja.
Iblis hade stort anseende, liknande änglarnas, eftersom han en tid var en from och ödmjuk djinn. Då Gud beordrade alla änglar och djinner att falla på knä inför Adam (den allra första människan) vägrade Iblis, som var full av övermod och avundsjuka, att lyda order eftersom han, i egenskap av eld-ande, ansåg sig vara högre stående än Adam, som skapats av lera.
Det var efter detta han fick namnet ”Shaitan” vilket grovt översatt betyder ”ond” eller ”djävul”. Han hävdar därefter att han, om straffet för hans olydnad kommer skjutas upp till Domedagen, ända fram till den ska leda många av Adams avkomlingar från den raka vägen. Gud godtar Iblis "utmaning" och garanterar honom och hans anhängare helvetet. Gud lät Iblis genomströva jorden och föra andra från den rätta vägen, liksom för att testa människosläktet. Han sändes till jorden tillsammans med Adam och Eva, efter att ha lurat dem att äta frukten från det träd som Gud hade förbjudit dem att gå nära.

## Avbildning
Iblis försöker fördärva människor genom frestelse och genom falska föreställningar. På Domedagen kommer Iblis, tillsammans med sina följeslagare att sändas ner till Jahannam, den islamiska skildringen av helvetet. Muslimer tror att de som genom islam följer en rättfärdig väg kommer att belönas med eviga behag i Jannah (paradiset).
Koranen framställer inte Iblis som en fiende till Gud, då Gud är överlägsen alla sina skapelser och Iblis är just en av dem. Koranen framställer Satan (ett annat namn för Iblis) som en öppen fiende till människan. Den femte shiaimamen Muhammad ibn Ali al-Baqir har enligt en återberättelse berättat att Iblis är Guds fiende. Vidare berättade imamen att Iblis skrikit fyra gånger; dagen då han förbannades, dagen då han fördes till jorden, dagen då den islamiske profeten Muhammed utsågs till profet officiellt (mab'ath) och på Ghadir-dagen. Medan Satan inom kristendomen slutgiltigt anses vara källan till allt ont och förkastligt, nämner islam även nafs, människans egna jag, som en källa till olydnad.